# Coleophora melanograpta
Coleophora melanograpta é uma espécie de mariposa do gênero Coleophora pertencente à família Coleophoridae.